# Оскар за научна и техничка достигнућа
Оскар за научна и техничка достигнућа (енгл. Scientific and Technical Academy Awards) три су различите почасне награде које додељује Академија филмских уметности и наука (AMPAS) током годишње сезоне Оскара. Награде се додељују од 4. церемоније одржане новембра 1931, да би се препознали оригинално развијени методи који резултују значајним побољшањем у продукцији и приказивању филмова. Награде се додељују на формалној церемонији уз вечеру, неколико недеља пре примарне церемоније доделе Оскара.
Ове награде се дају да би се препознале значајне прекретнице у развоју технологије за филм, а додељују се по гласовима Одбора гувернера. Потенцијалне номинације за награде прегледа специјални комитет у Академији (Комитет за научне и техничке награде), који представља писани извештај и препоруке Одбору гувернера.
Медаља похвале Џон А. Бонер — која се додељује за „истакнут допринос и посвећеност у одржавању високих стандарда Академије” —, те Награда Гордон Е. Сојер, исто тако се сматрају Почасним Оскарима и обично их одређује Комитет за научне и техничке награде те уручује на истој церемонији уз вечеру.

## Три врсте награда за научна и техничка достигнућа
Иновације у технологији филмске индустрије препознају се следећим наградама:
1. Оскар за заслуге[1] — Академијина статуета (Оскар);
2. Награда за научно и инжењерско достигнуће[1] — Академијина бронзана плочица;[6] и
3. Награда за техничко достигнуће[1] — Академијин сертификат.

### Награда за заслуге
До сада су додељена 44 Оскара за заслуге (некомпетитивна).
Међу организацијама и прекретницама које су препознате налазе се и:
- Истмен Кодак за сигурносни филм, филм у боји, негатив и штампани филм, обострани филм у боји (интермедијарни) и Т-грануласти филм;
- Виставижон;
- Мат композитна кинематографија;
- Мовиола;
- Награ снимач звука;
- Ксенонска лучна лампа;
- Долби саунд;
- Алтиметов први софтверски производ, који су развили Петро и Пол Влахос;[7]
- Ајмакс;
- Дип канвас, програм који је развијен у Волт Дизни фичер анимејшону за 3Д обојене позадине;
- Маја анимациони софтвер;
- Рендермен софтвер за рендеровање;
- Авид технологија;
- Дигидизајн аудио постпродукција;
- Купер контрола фотографије, који је развио оснивач Купер контролса — Бил Тондро и др.;[8]
- Панавижон и Арај филмске камере;
- CAPS дигитална анимацијска технологија развијена у сарадњи Волт дизни фичер анимејшона и Пиксара;
- Контролни систем Хенсон перформанс, аниматроничка технологија за лутке коју је развила компанија Џим Хенсон.

### Награда за научно и инжењерско достигнуће
Награда за научно и инжењерско достигнуће се додељује за научна достигнућа која оставе трајан траг при унапређењу филмске индустрије. Унапређења не морају да буду развијена до краја и представљена током године доделе награде.